# Marike Groot
Marike Groot (ur. 1968 w IJmuiden) – holenderska piosenkarka. Karierę rozpoczęła w połowie lat osiemdziesiątych jako wokalistka punkowej grupy The Grabiits. W latach 1989–1992 była wokalistką Little Mary Big, który z czasem przekształcił się w Visions of Johanna. Później dołączyła do grupy The Gathering, gdzie brała udział w nagraniu debiutanckiego albumu zespołu Always... z 1992 roku. Obecnie Marike Groot śpiewa w zespołach Wonderlust i The Bratles The Weavils.

## Dyskografia
- The Grabbits – Aliens (EP, 1986)
- Thank God For Us – The Flight (cassette, 1989)
- Little Mary Big – Sophy (cassette, 1990)
- Little Mary Big – Too Far Gone (cassette EP, 1991)
- The Gathering – Always... (CD/LP, 1992)
- Wonderlust – Butterflies (EP, 2007)